# Julian Henderson (Bischof)
Julian Tudor Henderson (* 23. Juli 1954) ist ein britischer anglikanischer Theologe. Er war von 2013 bis 2022 Bischof von Blackburn in der Church of England.

## Leben
Henderson wurde als Sohn von Ian und Susan Henderson geboren. Er besuchte das Radley College in der Grafschaft Oxfordshire. Er studierte am  Keble College der University of Oxford. Dort schloss er mit einem Master of Arts (MA Oxon), dem sog. Master of Arts (Oxbridge and Dublin), im Fach Theologie ab. Zur Vorbereitung auf sein Priesteramt besuchte er das Ridley Hall Theological College in Cambridge.
1979 wurde er zum Diakon geweiht; 1980 folgte seine Priesterweihe. Seine Priesterlaufbahn begann er von 1979 bis 1983 als Hilfsvikar (Assistant Curate) an der St Mary’s Church, in Islington, London in der Diözese von London. 1983 wurde er Pfarrer (Vicar) an der Emmanuel Church, in Hastings und an der St Mary-in-the-Castle Church in Hastings in der Grafschaft East Sussex in der Diözese von Chichester. Von 1992 bis 2005 war er Pfarrer (Vicar) an der Holy Trinity Church in Claygate in der Grafschaft Surrey. Während seiner Priesterzeit in Claygate wirkte er von 1996 bis 2001 außerdem als Landdekan  (Rural Dean) von Emly. 2002 wurde er Ehrenkanoniker (Honorary Canon; Domherr) an der Guildford Cathedral. 2005 wurde er Archidiakon (Archdeacon; Vorsteher eines Kirchensprengels) von Dorking.
Im März 2013 wurde seine Ernennung zum 9. Bischof von Blackburn bekanntgegeben. Er wurde Nachfolger von Nicholas Reade, der am 31. Oktober 2012 in Ruhestand getreten war. Im September 2013 stimmten der Dean und das Domkapitel der Blackburn Cathedral der Ernennung Hendersons zu; die formelle öffentliche Bestätigung fand am 30. September 2013 im York Minster statt. Am 10. Oktober 2013 wurde er von John Sentamu, dem Erzbischof von York, im York Minster zum Bischof geweiht. Henderson ist ein Befürworter der Frauenordination. Seine feierliche Amtseinführung und Inthronisation fand am 19. Oktober 2013 in der Blackburn Cathedral statt.
1984 heiratete er Heather Lees. Aus der Ehe gingen zwei, mittlerweile erwachsene Kinder hervor, ein Sohn und eine Tochter. Zu seinen Freizeitaktivitäten gehören Gartenarbeit, Heimwerken und Do-it-Yourself, Spazierengehen, Lesen, Tennis und Radfahren.
Im Frühjahr 2022 kündigte Henderson an, im Sommer als Bischof zurückzutreten. Philip North, der Suffraganbischof von Burnley, übernahm zunächst kommissarisch das Amt und schließlich dauerhaft.